# (6701) Warhol
(6701) Warhol ist ein Asteroid des mittleren Hauptgürtels, der am 14. Januar 1988 von dem tschechischen Astronomen Antonín Mrkos am Kleť-Observatorium (IAU-Code 046) bei Český Krumlov entdeckt wurde.
Der mittlere Durchmesser des Asteroiden wurde mit 8,938 (±0,108) Kilometer berechnet, die Albedo mit 0,202 (±0,023).
Nach der SMASS-Klassifikation (Small Main-Belt Asteroid Spectroscopic Survey) wurde bei einer spektroskopischen Untersuchung von Gianluca Masi, Sergio Foglia und Richard P. Binzel bei (6701) Warhol von einer hellen Oberfläche ausgegangen, es könnte sich also, grob gesehen, um einen S-Asteroiden handeln.
Der Asteroid wurde am 23. November 1999 nach dem US-amerikanischen Grafiker und Filmemacher Andy Warhol (1928–1987) benannt. Warhol war Mitbegründer und der bedeutendste US-amerikanische Vertreter der Kunstrichtung Pop Art. Am 24. April 2012 wurde ebenfalls ein Einschlagkrater auf der südlichen Hemisphäre des Planeten Merkur nach Andy Warhol benannt: Merkurkrater Warhol.